# 2024 en sports équestres
| Années des sports équestres : 2021 - 2022 - 2023 - 2024 - 2025 - 2026 - 2027    |
| Décennies des sports équestres : 1990 - 2000 - 2010 - 2020 - 2030 - 2040 - 2050 |

Cet article présente les faits marquants de l'année 2024 en sports équestres.

## Événements

### Janvier
- 1er janvier : annoncé en octobre 2023 par Bruno Le Maire, ministre de l'éconnomie français, le taux de TVA sur les activités des centres équestres revient à 5,5 %, cela met fin à l'Équitaxe en France[1].
- 17 janvier au 21 janvier 2024 : 38e édition du salon Cheval Passion à Avignon[2].

### Février
- 1er février au 4 février 2024 : Jumping international de Bordeaux[3]. L'épreuve de la coupe du monde de saut d'obstacles est remportée par le cavalier suisse Steve Guerdat sur Is-Minka[4].

### Juillet
- 27 juillet au 6 août 2024 : épreuves d'équitation aux Jeux olympiques d'été de 2024 dans le parc du château de Versailles[5].

### Septembre
- 3 septembre au 7 septembre 2024 : épreuves d'équitation aux Jeux paralympiques d'été de 2024 dans le parc du château de Versailles[6].

### Octobre
- 30 octobre au 30 novembre 2024 : salon et compétitions à Equita'Lyon[7]